# San Miguel Chiptic
San Miguel Chiptic är en ort i Mexiko.   Den ligger i kommunen Altamirano och delstaten Chiapas, i den sydöstra delen av landet, 800 km öster om huvudstaden Mexico City. San Miguel Chiptic ligger 1 258 meter över havet och antalet invånare är 454.
Terrängen runt San Miguel Chiptic är huvudsakligen kuperad. San Miguel Chiptic ligger nere i en dal. Runt San Miguel Chiptic är det ganska glesbefolkat, med 30 invånare per kvadratkilometer. Närmaste större samhälle är Veinte de Noviembre, 9,6 km väster om San Miguel Chiptic. I omgivningarna runt San Miguel Chiptic växer i huvudsak städsegrön lövskog.